# Jomaine Consbruch
Jomaine Ellay Consbruch (Bielefeld, 26 gennaio 2002) è un calciatore tedesco, centrocampista del Greuther Fürth.

## Carriera

### Club
Consbruch è cresciuto nei settori giovanile di Ubbedissen e Arminia Bielefeld. Il 29 luglio 2019 ha debuttato nel calcio professionistico subentrando a Stephan Salger nei minuti finali dell'incontro di 2. Bundesliga pareggiato 1-1 contro il St. Pauli. La stagione successiva, con il club promosso in Bundesliga, ha trovato poco spazio giocando solo un incontro di DFB-Pokal.
Nel 2021 è stato ceduto in prestito all'Eintracht Braunschweig ed il 24 ottobre ha segnato il suo primo gol ufficiale nell'incontro vinto 4-0 contro l'Havelse. Al termine della stagione ha fatto ritorno all'Arminia dove ha trovato maggiore spazio.
Il 1º luglio 2023 è stato ceduto a titolo definitivo al Greuther Fürth.

### Nazionale
Ha giocato nelle nazionali giovanili tedesche Under-16 ed Under-17.

## Statistiche

### Presenze e reti nei club
Statistiche aggiornate al 22 gennaio 2024.
| Stagione        | Squadra                | Campionato      | Campionato | Campionato | Coppe nazionali | Coppe nazionali | Coppe nazionali | Coppe continentali | Coppe continentali | Coppe continentali | Altre coppe | Altre coppe | Altre coppe | Totale | Totale | Totale |
| Stagione        | Squadra                | Comp            | Pres       | Reti       | Comp            | Pres            | Reti            | Comp               | Pres               | Reti               | Comp        | Pres        | Reti        | Pres   | Reti   |        |
| --------------- | ---------------------- | --------------- | ---------- | ---------- | --------------- | --------------- | --------------- | ------------------ | ------------------ | ------------------ | ----------- | ----------- | ----------- | ------ | ------ | ------ |
| 2019-2020       | Arminia Bielefeld      | 2L              | 1          | 0          | CG              | 0               | 0               |                    | -                  | -                  |             | -           | -           | 1      | 0      |        |
| 2020-2021       | Arminia Bielefeld      | BL              | 0          | 0          | CG              | 1               | 0               |                    | -                  | -                  |             | -           | -           | 1      | 0      |        |
| 2021-2022       | Eintracht Braunschweig | 3L              | 25         | 4          | CG              | 0               | 0               |                    | -                  | -                  |             | -           | -           | 25     | 4      |        |
| 2022-2023       | Arminia Bielefeld      | 2L              | 21+2       | 4+0        | CG              | 2               | 0               |                    | -                  | -                  |             | -           | -           | 25     | 4      |        |
| 2023-2024       | Greuther Fürth         | 2L              | 17         | 1          | CG              | 2               | 0               |                    | -                  | -                  |             | -           | -           | 19     | 1      |        |
| Totale carriera | Totale carriera        | Totale carriera | 65         | 9          |                 | 5               | 0               |                    | -                  | -                  |             | -           | -           | 70     | 9      |        |

## Palmarès

### Club

#### Competizioni nazionali
- Campionato tedesco di seconda divisione: 1

Arminia Bielefeld: 2019-2020